# Dylan Sunderland
Dylan Sunderland (Inverell, 26 de febrero de 1996) es un ciclista australiano.

## Palmarés
2015
- 1 etapa del Tour de Tasmania

2017
- 1 etapa del North Star Grand Prix

2018
- Tour de Tasmania, más 1 etapa

2023
- 1 etapa del Tour de Tailandia

## Resultados en Grandes Vueltas
| Carrera | Carrera         | 2017 | 2018 | 2019 | 2020  | 2021  | 2022 | 2023 |
| ------- | --------------- | ---- | ---- | ---- | ----- | ----- | ---- | ---- |
|         | Giro de Italia  | —    | —    | —    | 114.º | —     | —    | —    |
|         | Tour de Francia | —    | —    | —    | —     | —     | —    | —    |
|         | Vuelta a España | —    | —    | —    | —     | 104.º | —    | —    |

—: no participa
Ab.: abandono